# Kraton (Mojo)
Kraton is een bestuurslaag in het regentschap Kediri van de provincie Oost-Java, Indonesië. Kraton telt 3598 inwoners (volkstelling 2010).